# Перехід Паєрлса
Перехід Паєрлса (англ. Peierls transition) — димеризація одновимірного ланцюжка атомів з одним валентним електроном на атом, передбачена в 1930-их Рудольфом Паєрлсом.
Паєрлс показав, що ідеальний одновимірний кристал, в якому кожен атом має один вільний електрон, нестійкий щодо зміщення атомів і утворення димерів. Внаслідок димеризації вдвічі зростає період ґратки, змінюється зонна структура кристалу — виникає заборонена зона і одновимірний ланцюжок стає напівпровідником, тоді як ідеальна структура мала б провідні властивості.
Прикладом переходу Паєрлса є утворення спряжених полімерів.
Перехід Паєрлса — перехід метал-ізолятор у квазіодновимірному твердому тілі, який є результатом відкривання енергетичної щілини на рівні Фермі завдяки зміщувальному порушенню порядку регулярно розміщених атомів, який настає при збільшенні довжини елементарної комірки, звичайно при димеризації, при цьому зменшення електронної енергії переважає зростання енергії ґратки.

## Виноски
1. ↑  Fowler, Michael (28 лютого 2007). Electrons in One Dimension: the Peierls Transition. Архів оригіналу за 22 липня 2013. Процитовано 14 травня 2012.